# Peristylus mannii
Peristylus mannii là một loài thực vật có hoa trong họ Lan. Loài này được (Rchb.f.) Mukerjee mô tả khoa học đầu tiên năm 1953.